# 傑克遜維爾 (阿肯色州)
傑克遜維爾（英語：Jacksonville）是一個位於美國阿肯色州普拉斯基縣的城市。

## 地理
傑克遜維爾的座標為34°52′13″N 92°06′55″W / 34.87028°N 92.11528°W，而該地的平均海拔高度為87米（即285英尺）。

## 人口
根據2010年美國人口普查的數據，傑克遜維爾的面積為74.74平方千米，當中陸地面積為74.19平方千米，而水域面積為0.55平方千米。當地共有人口29477人，而人口密度為每平方千米394人。